# All of Me (пісня Джона Ледженда)
«All of Me» (укр. Всього себе) — пісня американського автора-виконавця Джона Стівенса (псевдонім «Джон Ледженд») із його четвертого студійного альбому «Love in the Future» 2013 року. Ледженд написав її у співавторстві із Тобі Гадом (англ. Toby Gad), а співпродюсером став Дейв Тозер (англ. Dave Tozer). Композиція присвячена власній дружині Джона — Кріссі Тейген.
Композиція стала найбільшим хітом Ледженда. Вона посіла першу сходинку Billboard Hot 100 у травні 2014 року, ставши першим таким успішним синглом співака у США. «All of Me» посунула із першого місця пісню «Happy» Фаррелла Вільямса, яка до того десять тижнів посідала цю сходинку. Композиція була на другому місці у Великій Британії та Новій Зеландії, посідала верхівки чартів Австралії, Канади, Ірландії, Португалії, Швеції, Швейцарії та Нідерландів. У 2014 році у США вона посіла друге місце за обсягом продажу —за рік було продано 4670000 копій — та третє місце у Великій Британії.
Ремікс пісні EDM виконавця Tiësto було випущено у січні 2014 року і він отримав нагороду Греммі 2015 року у номінації «Найкращий реміксований запис, не класичний». У березні ремікс зробив Dash Berlin. Концертний запис пісні було номіновано на Греммі у номінації «Найкраще сольне вокальне поп виконання», але нагороду отримала пісня Фаррелла Вільямса «Happy».
У 2014 році «All of Me» посіла третє місце у світі за обсягами продажу — 12300000 реалізованих копій (за даними IFPI).

## Історія написання
«All of Me» — фортепіанна балада, на яку співака надихнула модель Кріссі Тейген, яка тоді була його нареченою. Вони познайомилися у 2007 році на зйомках його відео «Stereo». 14 вересня 2013 року вони одружилися. Продюсерами пісні стали Дейв Тозер та сам Ледженд.
Gad Songs та John Legend Publishing опублікували ноти пісні на Musicnotes.com, композиція «All of Me» написана у тональності Ля-бемоль мажор у повільному темпі 63 удари за хвилину. Послідовність аккордів твору — F5-D♭-A♭-E♭5, а вокал Ледженда — від F3 до B♭4.

## Прем'єра та промоція
Прем'єра пісні відбулася у червні 2013 року в ефірі телешоу «Oprah's Next Chapter» Опри Вінфрі. 6 серпня пісня з'явилася у продажу на iTunes. 12 серпня 2013 року вона з'явилася на американському urban contemporary радіо як третій сингл із альбому «Love in the Future».
Tiësto випустив ремікс пісні у січні 2014 року. Версія у стилі кантрі була записана Леджендом із Дженніфер Неттлз та Гантером Гейзом (гітара) у червні 2014 року.

## Критика
Загалом «All of Me» отримала схвальні відгуки музичних критиків. The Boston Globe визначив пісню центральною для альбому. Exclaim! відзначив сентиментальність звуку, сприятливу для комерційного успіху. Пісню також відзначили Rolling Stone, NOW, The Guardian.

## Кліп
Кліп на пісню було знято в Італії за кілька днів до весілля Ледженда та Кріссі. У кліпі пара «роздягається, кохається у душі та під водою, поки він співає їй пісню». Відео завершується кадрами із їхнього весілля біля озера Комо. 12 вересня 2013 року перші кадри були опубліковані. 2 жовтня 2013 року випущено повну версію чорно-білого кліпу. Відео мало на меті показати як стосунки пройшли повне коло, оскільки режисером став Набіл Елдеркін (англ. Nabil Elderkin), який їх первинно познайомив.
26 жовтня 2013 року опубліковано на YouTube версія зі скрипалькою Ліндсі Стерлінг.
У листопаді 2015 року назва відео на YouTube загадково змінилася із 'All of Me' на 'One Last Time' (укр. Один останній раз), а потім повернулася як була. Це саме сталося на Spotify та Google Play. Жодних пояснень не було.
Станом на червень 2016 року кліп отримав понад 870 млн переглядів на YouTube.